# デリオ・ベントゥロッティ
デリオ・ベントゥロッティ (Delio Venturotti、1909年10月25日 - 2022年6月1日) は、ブラジルのスーパーセンテナリアン。ブラジル・サンタカタリーナ州在住だった長寿の男性。イタリア出身。存命中の男性としてはブラジル内では最高齢者であった。

## 来歴
1909年10月25日にイタリア王国のヴェネト州ロヴィーゴ県カルトで生まれる。父親がイタリア軍の中尉より「まもなくヨーロッパでは大きな戦争が起こる」と聞くと、1913年に両親と2人の姉妹と一緒にリオデジャネイロに引っ越す。父親も10年ブラジルに滞在したが、その後イタリアに戻った。その後エスピリトサント州に引っ越し、そこでプランテーションに取り組む。しかしその地域には学校がなかったため、同州コラティナに移り、姉とともに1年間学校に通った。2年目以降は父親が「読み書きができてるのだから、農夫になるにはもう十分だ」と言ったため行かなかった。母親は15歳の頃にケーキを作る際にヒ素を小麦粉と間違えて入れてしまい、それを食べたことで死去している。
その後は運転手として働き、1940年代からはエスピリトサント州の織物店で働く。36歳の時にダルチーナ・ガマ・ベントゥロッティ(1921年11月8日生まれ)と結婚する。4人の子供にも恵まれた。エスピリトサント州で53年間過ごした後にサンパウロに引っ越した。サンパウロでもフロリアノーポリスに移るまで29年間住んでいた。112歳の時点で歩くことが可能だったという。死去時はサンタカタリーナ州フロリアノポリスで妻と暮らしていた。
2022年6月1日に死去。112歳219日没。

## 長寿記録
- 2020年3月21日、ジョヴァンニ・クアリサが死去しイタリア出身の男性で最高齢になる。
- 2022年1月16日、イダ・ゾッカラットが死去し男女含めたイタリア出身者の最高齢になる。
- 同年1月18日、サトゥルニノ・デ・ラ・フエンテ・ガルシアが死去しヨーロッパ出身の男性としては最高齢になる[1][6]。